# Raúl Alberto Quijano
Raúl Alberto Quijano (Buenos Aires, 13 de diciembre de 1923 - íd., 14 de abril de 2006) fue un abogado y diplomático argentino que ejerció como Ministro de Relaciones Exteriores durante los últimos meses del gobierno de María Estela Martínez de Perón.

## Biografía

### Primeros años
Se recibió de abogado en la Universidad de Buenos Aires en el año 1946 y realizó estudios de posgrado en la Universidad de Columbia, en los Estados Unidos. Ingresó al Servicio Diplomático Nacional en 1947, como agregado en embajada, y fue promovido al grado oficial de embajador en 1967.
Desempeñó funciones en la Misión Permanente de Argentina ante la Organización de las Naciones Unidas, en la Embajada de su país en la India, el Consulado General en Pakistán y en la Legación en la República Sudafricana. En enero de 1967 fue Presidente del Consejo de Seguridad de las Naciones Unidas. La dictadura de Juan Carlos Onganía lo designó representante permanente de la República Argentina ante la Organización de los Estados Americanos, ocupando el cargo entre 1968 y 1975. Posteriormente trabajó en las Naciones Unidas como presidente de la Comisión de Administración Pública Internacional.

### Canciller de la Nación Argentina
Cuando fue nombrado canciller del gobierno de María Estela Martínez de Perón era bien conocido en los Estados Unidos, por lo que la presidenta contaba con poder volcar a su favor la buena voluntad de ese país. Su primera gestión fue entrevistarse con el Secretario de Estado Henry Kissinger, que le manifestó las buenas intenciones de su país pero no se comprometió a nada; aparentemente consideraba inminente un golpe de Estado que terminara con el gobierno peronista.
También llevó adelante contactos con países limítrofes, firmando acuerdos con Uruguay, Paraguay y Bolivia. Las relaciones con el Brasil, en cambio, estuvieron teñidas de desconfianza y cruzadas por recriminaciones mutuas debido al creciente contrabando en las fronteras entre ambos países.
Las relaciones con el Reino Unido sobre la cuestión de las Islas Malvinas habían sido cada vez más tensas. El 17 de enero de 1976, el embajador británico en Buenos Aires, Derick Ashe, presentó una nota a Quijano de James Callaghan, el secretario de Relaciones Exteriores británico. En ella Callaghan decía que la disputa sobre la soberanía de las islas era «improductiva». La respuesta de Quijano fue retirar al embajador argentino en Londres y exigir el retiro de Ashe de Argentina.
Su gestión terminó el 24 de marzo de ese mismo año, con el golpe militar que derrocó a la presidenta.

### Últimos años
Después de su paso por la Cancillería continuó prestando servicios en organismos multilaterales: fue miembro del Comité de Expertos para el Estudio de las Finanzas de las Naciones Unidas, y miembro del Cuerpo Común de Inspección de las Naciones Unidas y los organismos especializados con sede en Ginebra. Posteriormente volvió a la OEA como representante argentino. Durante la guerra de las Malvinas, solicitó la aplicación del Tratado Interamericano de Asistencia Recíproca (TIAR). En 1983 el gobierno de Raúl Alfonsín lo designó embajador en Paraguay, ocupando el cargo hasta 1989. En 1988 recibió un Premio Konex - Diploma al Mérito por su trayectoria diplomática.